# Pustka Dworu
Pustka Dworu – część wsi Podgaje w Polsce, położona w województwie świętokrzyskim, w powiecie buskim, w gminie Busko-Zdrój.
W latach 1975–1998 Pustka Dworu administracyjnie należała do województwa kieleckiego.